# Michał Sołowow

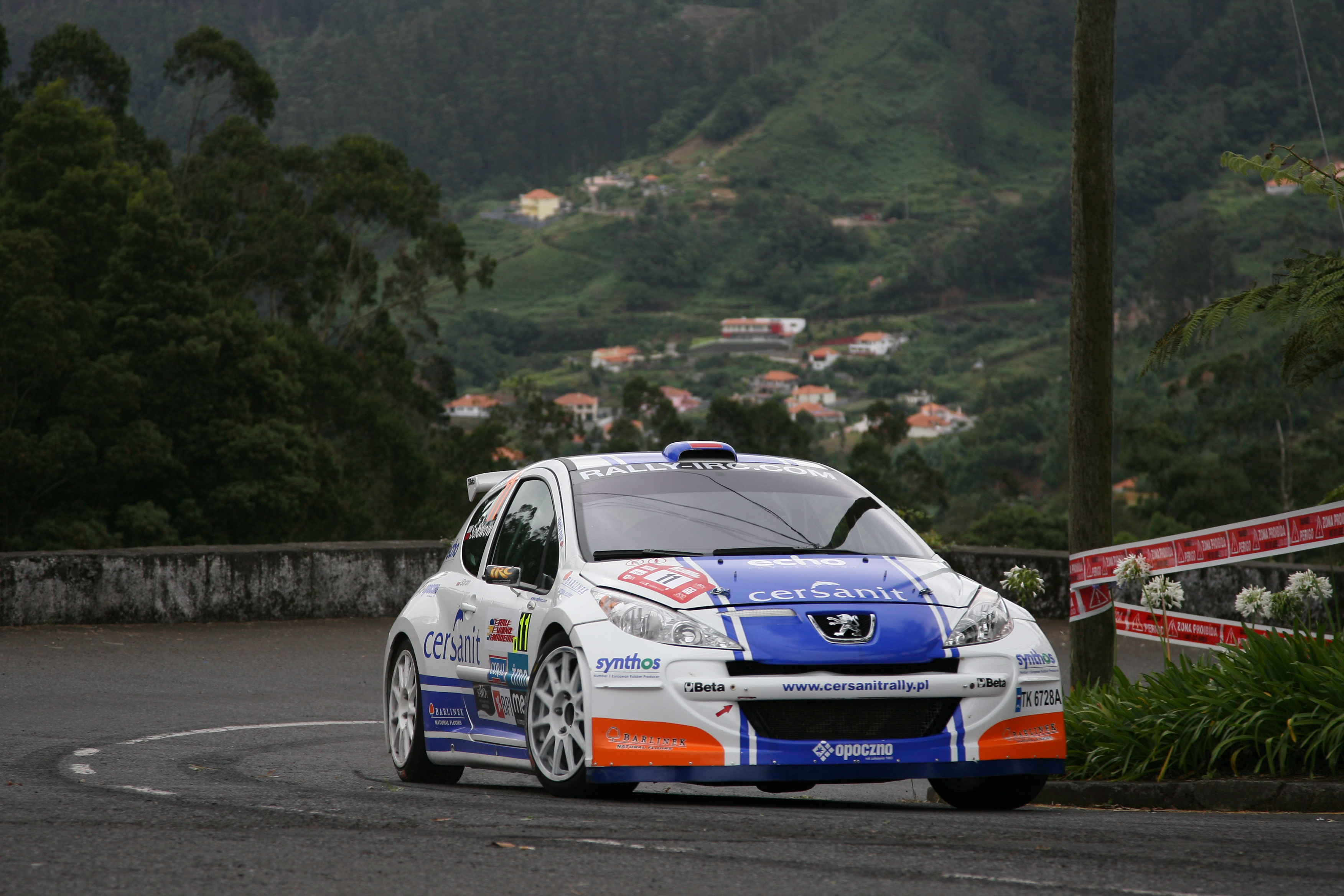
Sołowow 2008 im Peugeot S2000

Michał Sołowow (11. Juli 1962 in Kielce) ist ein polnischer Unternehmer und Großinvestor an der polnischen Börse. In seiner Freizeit betätigt er sich erfolgreich als Rallyefahrer. Seit 2019 ist er laut Forbes Polska-Ranking der reichste Pole. Seine Industriegruppe verfügt über 18 Produktionsstätten in 8 Ländern und verkauft Produkte in mehr als 60 Ländern auf sechs Kontinenten und hat über 16.000 Mitarbeiter.
Er war einer der größten polnischen Börseninvestoren (2017 hat er alle seine großen Unternehmen von der Warschauer Börse zurückgezogen), bleibt aber einer der Top-Privatunternehmer des Landes und der größte polnische Privatinvestor im Ausland. Er ist alleiniger Anteilseigner der folgenden Unternehmen: Synthos (chemische Industrie), Cersanit (Sanitärkeramik und Fliesen) und Barlinek (Hersteller von Bodenplatten). Die drei Unternehmen bilden nach wie vor den Kern von Sołowows Kapitalgruppe und sind sein Hauptvermögen.

## Leben
Sołowow besuchte die Hanka Sawicka-Oberschule in Kielce und studierte an der dortigen Technischen Universität. Sołowow besitzt einen Wohnsitz in Masłów, einem Dorf an der Grenze zu seiner Heimatstadt Kielce in der Woiwodschaft Świętokrzyskie. Seit 2018 besitzt er auch die österreichische Staatsbürgerschaft.
Sein Vermögen wird auf ca. 15,509 Mrd. złoty (im Jahr 2021) geschätzt, womit er zum vierten Mal in Folge die reichste Person in Polen ist.
Forbes (in der The World's Billionaires ranking) schätzte sein Nettovermögen 2025 auf 13,1 Mrd. USD, was ihn zur 178. reichsten Person der Welt macht.
Seine Tochter, Karolina Sołowow (geb. 1986), leitet eine gemeinnützige Stiftung „Fabryki Marzeń“ („Fabriken der Träume“), die benachteiligte Jugendliche unterstützt.

## Unternehmer

### Die Anfänge und das Wachstum
In den späten 1980er Jahren übernahm Sołowow die Baufirma Mitex, die er im Jahr 2002 an den französischen Baukonzern Eiffage verkaufte. Auch mit dem Erwerb und späteren Verkauf der Baumarktkette Nomi Dom i Ogród an den britischen Einzelhandelskonzern Kingfisher konnte er sein Vermögen vermehren. Sołowow wurde dann ein aktiver Investor an der Warschauer Börse. Er beteiligte sich an dem Chemieunternehmen Dwory (heute Synthos S.A.) und finanzierte dessen Wachstum über günstige Kredite. Später diversifierte er sein Vermögen durch Beteiligungen an Firmen der Chemie- und der Bauzulieferindustrie sowie der Immobilienentwicklung. Häufig übernahm er Firmen, die kurz vor der Insolvenz standen und die er nach einem erfolgreichen Turnaround wieder in die Gewinnzone führen konnte.
Über seine Beteiligungen investiert Sołowow auch in anderen Ländern Ost- und Mitteleuropas, so in Litauen, Rumänien, Russland, Ukraine oder Ungarn. Für seine Aktivitäten in der Ukraine wurde er vom ukrainischen Botschafter in Polen mit einem Investorenpreis geehrt. Über die Luxemburger Beteiligungsgesellschaft Enco wurden im Jahr 2010 der deutsche Baumarktvertrieb Meißen Keramik und das dazugehörige Wandfliesenwerk Meißen übernommen.
Eine Zeitlang interessierte Sołowow sich für die polnische Medienbranche. So erwarb er die Wochenzeitschrift Przekrój, die Tageszeitungen Życie Warszawy und Echo Dnia sowie den damaligen Kielcer Radiosender Radio TAK (heute Teil von RMF Maxxx). Er devestierte später wegen des hohen Wettbewerbsdruckes und sinkender Margen in dieser Industrie.

### Heute
Im Oktober 2019 schloss Synthos Green Energy S.A., ein Unternehmen der Synthos-Gruppe, einen Vertrag mit der US-amerikanisch-japanischen GE Hitachi Nuclear Energy über die Zusammenarbeit beim potenziellen Bau eines Kernkraftwerks in Polen auf Basis der Technologie der kleinen modularen Reaktoren (SMR) BWRX-300 ab. Dies ist der erste Vertrag dieser Art, der von einem polnischen Privatunternehmen abgeschlossen wurde.
Sołowow gab jede direkte Managementfunktion auf, ist aber immer noch ein aktiver Investor (meist auf dem Private-Equity-Markt).
Zu den Sołowow-Fonds, die in verschiedenen Derivatemärkten aktiv sind, gehören der Magellan Pro-Equity Fund I, der Columbus Pro-Equity Fund II, der Amundsen Pro-Equity Fund III und der Barco Pro-Equity Fund.
Sołowow verwaltet sein Vermögen über mehrere Fonds, darunter: Black Forest SICAV-SIF Fonds, FTF Columbus Fund, FTF Galleon, Magellan Pro-Equity Fund I S.A.
Sołowow tätigt auch Investitionen über den IPOPEMA 112 FIZAN Fonds (z. B. Genicore, OncoArendi Therapeutics).
Er ist Allein- oder Schlüsselaktionär der folgenden Unternehmen:
- Synthos S.A. (chemische Industrie). Eine der größten polnischen Chemiefirmen. Sie stellt synthetischen Kautschuk und Latex, Styrolmaterialien und Vinyldispersionen her;[17]
- Cersanit S.A. – (Sanitärkeramik und Fliesen). Seit 2019 ist Cersanit der größte Hersteller von Keramikfliesen in Polen und der zweitgrößte in Europa mit einem Marktanteil von 35 % in Polen, 8 % in Deutschland, 50 % in Rumänien und 40 % in der Ukraine. Das Unternehmen ist der drittgrößte Hersteller von keramischen Produkten in Europa und der siebte in der Welt[18]. Im Jahr 2007 fusionierte Sołowow Cersanit mit Opoczno[19], dem damals größten Hersteller von Keramikfliesen in Polen und dem zweitgrößten in Europa.[20]
- Barlinek S.A. (Hersteller von Dielen). Einer der größten Hersteller von Naturholzböden in der Welt und die bekannteste Marke für Naturböden in Polen. Barlinek-Dielen werden in 75 Länder auf 6 Kontinenten exportiert.[21] Im Jahr 2012 hatte das Unternehmen 60 % des polnischen Dielenmarktes[22];
- Komfort (Einzelhandelskette für Teppiche und Beläge)[23];
- Homla (Einzelhandelskette für Innendekoration)[24];
- Nexterio (Wohndekor)[25];
- Corab (größter Hersteller und Vertreiber von Elementen für Fotovoltaikanlagen in Polen)[26];
- WP Systems (Wartungsdienstleistungen für Offshore-Windparks);[27][28]
- Synthos Green Energy (Teil der Synthos-Gruppe, verantwortlich für neue Energieprojekte – Offshore-Wind, Kernkraft, Wasserstoff)[29];
- New Era Materials (Verbundwerkstoffe aus Epoxidharzen);[30]
- 3DGence (Hersteller von industriellen 3D-Druckern)[31] – Das Unternehmen plante den Bau einer Fabrik im Burgenland, Österreich.[32][33] Obwohl die Investition geplatzt ist,[34] hat er trotz alledem die österreichische Staatsbürgerschaft erhalten.[35]
- Genicore (Hersteller von Öfen für die Produktion von Verbundwerkstoffen);[36][37]
- OncoArendi (F&E von Partikeln zur Herstellung von Medikamenten für die Behandlung von Entzündungskrankheiten und Krebs; Warschauer Börse-notiert);[38]
- ExploRNA Therapeutics (F&E von mRNA-Modifikationstechnologien);[39]
- LifeFLow (F&E von nicht-invasiven Koronographie-Technologien);[40]
- Tikrow (Online-Zeitarbeitsplattform);[41]
- GETCAR (Autoleasing);[42]
- North Food – Betreiber von Restaurantketten in Polen und in Großbritannien (North Food: Fisch und Meeresfrüchte; John Burg: Neuseeländische Rindfleisch-Burger; Veggie Hub);[43]
- Yamly – ein Start-up-Unternehmen, das pflanzliche Lebensmittel produziert und vertreibt;[44]

Zu Sołowows beendeten Beteiligungen gehören:
- Max (Lebensmitteleinzelhandelskette) – gegründet 1992 und 1996 an den niederländischen Konzern Ahold verkauft;[45]
- NOMI (erste DIY-Einzelhandelskette in Polen) – gegründet 1994 und 1999 an Kingfisher plc verkauft;[46]
- Exbud (Baugewerbe) – Minderheitsbeteiligung im Jahr 2000 an die schwedische Skanska verkauft;[47]
- Viscoplast (Hersteller von medizinischen Verbänden) – Minderheitsbeteiligung an 3M im Jahr 2001 verkauft;[48]
- Mitex (Bau und Immobilienentwicklung) – Sołowow gründete das Unternehmen in den 1980er Jahren und verkaufte es 2002 an die französische Gruppe Eiffage;
- Echo Dnia/Słowo Ludu (lokale Tageszeitungen) – beide in den 1990er Jahren gekauft und 2005 an die norwegische Orkla verkauft;[49]
- UltraPack S.A. (Produktion von Verpackungen aus Wellpappe) – Sołowow kaufte das Unternehmen 2003[50] und verkaufte es 2007[51] an den britischen multinationalen Verpackungskonzern Mondi;
- Echo Investment (Immobilienentwicklung) – Sołowowow gründete das Unternehmen 1994 und verkaufte seine Anteile 2015 an Oaktree und PIMCO;[52]

## Rallyefahrer
Sołowow nahm im Alter von 17 Jahren erstmals an einem Autorennen in der polnischen KJS-Klasse (Konkursowa Jazda Samochodem) teil. Mangels finanzieller Mittel konnte er das Hobby nicht fortsetzen. Erst im Jahr 2001 fuhr er wieder Rennen, zunächst in einem privaten Mitsubishi Lancer Evo VI in der polnischen Rennserie PPZM (Puchar PZM), im Folgejahr bereits um die polnischen Meisterschaft (Rajdowe Samochodowe Mistrzostwa Polski RSMP). Später fuhr er dann auch auf Subaru Impreza WRC, Fiat Grande Punto S2000, Peugeot 207 S2000 sowie auf einem Ford Fiesta RS WRC. Sein Beifahrer ist Maciej Baran.
In den Jahren 2004 und 2005 wurde er Dritter bei den polnischen Meisterschaften RSMP, 2006 und 2010 war er polnischer Vizemeister, 2006 und 2010 Dritter sowie 2008, 2009 und 2012 Vizemeister der Rallye-Europameisterschaft. Bei der Geko Ypres Rally 2011 belegte er auf einem Ford Fiesta S2000 den dritten Platz.
Er setzte seine Karriere 2015 aus und nahm sie 2020 wieder auf.